# 太平大街街道
太平大街街道是中国黑龙江省哈尔滨市道外区下辖的一个街道。

## 行政区划
下辖以下地区：
中邮社区、泰达社区、松锅社区、绿化社区和建平社区。